# Amazon: Guardians of Eden
Amazon: Guardians of Eden este un joc de aventură point-and-click pentru MS-DOS, publicat de Access Software⁠(d) în 1992. Este unul dintre primele jocuri cu grafică Super VGA, dublaj digitalizat și un sistem de indicii online (în joc). Jocul a fost relansat pe GOG.com la 26 iulie 2021.

## Complot
Amazon este un joc de aventură cinematografică despre o expediție din 1957 în inima bazinului Amazonului: „un mesaj disperat și nebun îl trimite [pe jucător] într-o căutare periculoasă printr-un ținut în care legendele prind viață, pericolul se ascunde în spatele fiecărui colț și incredibile comori așteaptă să fie descoperite”.

## Recepție
Computer Gaming World a scris că, dincolo de grafica și sunetul „magistrale”, „Access [Software] a dus în mod clar povestea lor excelentă cu mult dincolo de orice [film] produs de Hollywood în anii săi naivi”.  Amazon a fost aprobat pentru că a "evitat moda jignitoare, adesea uimitor de superficială, în care femeile sunt transformate în obiecte de poftă bestială, așa cum se întâmplă de obicei în acest gen... părinții care sunt preocupați de conținutul sexual al jocurilor nu trebuie să-și facă griji cu privire la Amazon." Revista a concluzionat că a fost o „o lucrare remarcabilă”. Jocul a fost revizuit în 1993 în revista Dragon #193 de Hartley, Patricia și Kirk Lesser în coloana „Rolul computerelor”. Aceștia au acordat jocului 5 stele din 5.